# Équitation sur poney

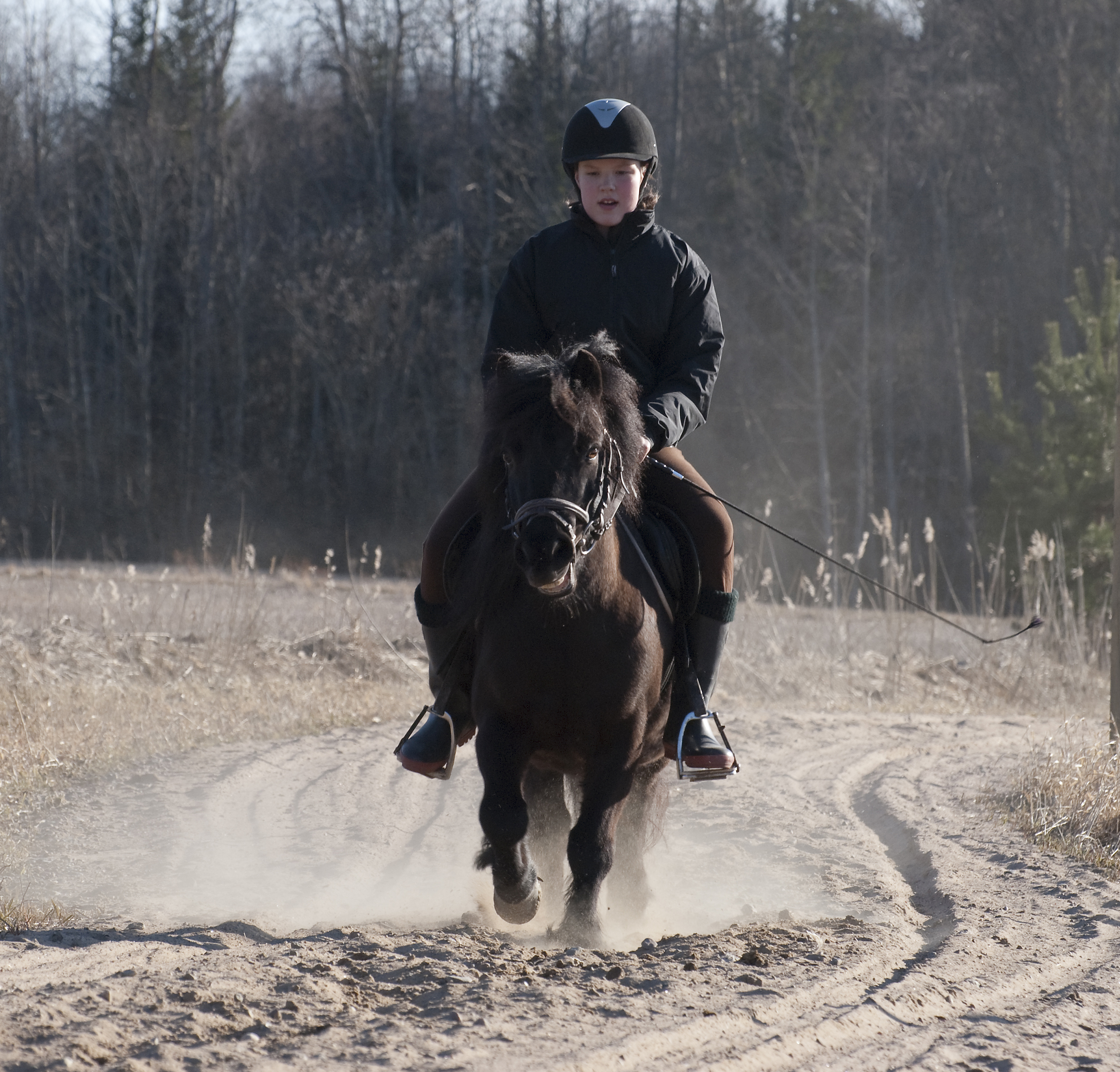
Équitation sur un poney Shetland.

Pour un article plus général, voir Équitation.
L'équitation sur poney est un type d'équitation qui se pratique avec des poneys, généralement à destination des enfants. Les plus jeunes peuvent dès deux ou trois ans être initiés au « bébé poney » (ou baby poney), à raison d'une demi-heure maximum. Les reprises sur poney s'adressent généralement aux enfants à partir de cinq ou six ou sept ans dans les centres équestres nommés des poney-clubs. En France, un brevet d'animateur poney existe pour se former et valider des compétences en enseignement de l'équitation sur poney auprès des enfants

## Histoire

### Dans les îles britanniques

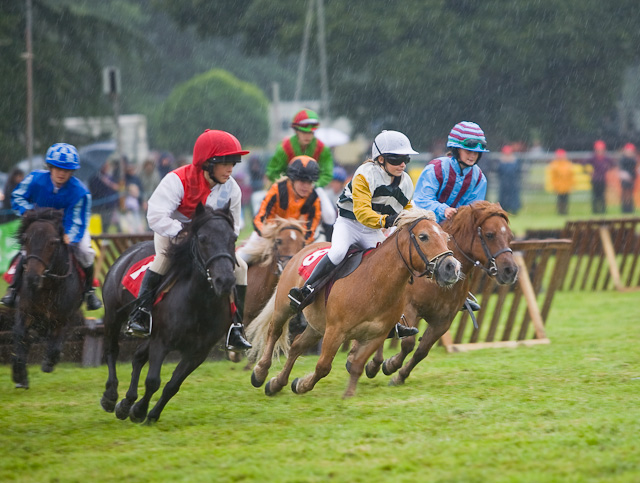
Grand National des poneys Shetland en Angleterre.

L'équitation sur poney fait depuis longtemps partie de la culture anglo-saxonne, les îles Britanniques ont en effet de nombreuses races de poneys parfaitement adaptées à l'instruction des jeunes cavaliers.

### En France
Dans les années 1970, les premières importations de poneys britanniques, la démocratisation de l'équitation et l'évolution de l'enseignement équestre permettent, sur le modèle anglais, la création des poney-clubs. En 1969, l'Association française du poney de croisement crée un stud-book dans le but d'obtenir une race française de poney de sport, en 1991 la race est renommée poney français de selle. 
Dans les années 1990, l'équitation sur poney connaît un très fort développement. 

## Description
L'équitation sur poney commence généralement à se pratiquer dès l'âge de six ou sept ans, sur des Shetlands. Cette équitation enfantine est à l'origine d'une pratique équestre inspirée du jeu, les pony-games. Elle peut aussi s'orienter vers le sport ou le loisir.

## Encadrement juridique et technique
En France, toutes les activités poney sont gérées par la DNEP (Délégation Nationale à l'Équitation sur Poney). Il est possible d'obtenir un brevet d'animateur poney à condition d'avoir le galop 6 et le BAFA, et de suivre une formation spécifique. Les animateurs poney travaillent surtout pendant la période estivale. 

## Santé
Le baby poney n'est pas dommageable pour le développement physique du jeune enfant, c'est plutôt l'inverse puisque les mouvements du poney aident à son éveil psychomoteur. Cette pratique doit par contre rester modérée chez le très jeune enfant. Le risque de développer un genu varum, c'est-à-dire des jambes arquées, est quasiment nul. Le contact régulier avec des poils équins peut aussi augmenter ses chances de ne pas y être allergique dans le futur.

## Controverses
Les manèges à poneys, carrousels mettant des poneys à disposition des enfants sur des foires et fêtes foraines, sont de plus en plus soumis à controverse dans les pays occidentaux. En effet, les conditions d'exploitation des poneys peuvent être très variables. Certains animaux sont forcés à tourner en rond toute la journée en portant des enfants, sans être nourris ni abreuvés. La Belgique a adopté une réglementation pour mettre un terme aux abus en 2013.